# Megaselia albicans
Megaselia albicans är en tvåvingeart som först beskrevs av Wood 1908.  Megaselia albicans ingår i släktet Megaselia och familjen puckelflugor. Arten är reproducerande i Sverige. Inga underarter finns listade i Catalogue of Life.